# Метанометр

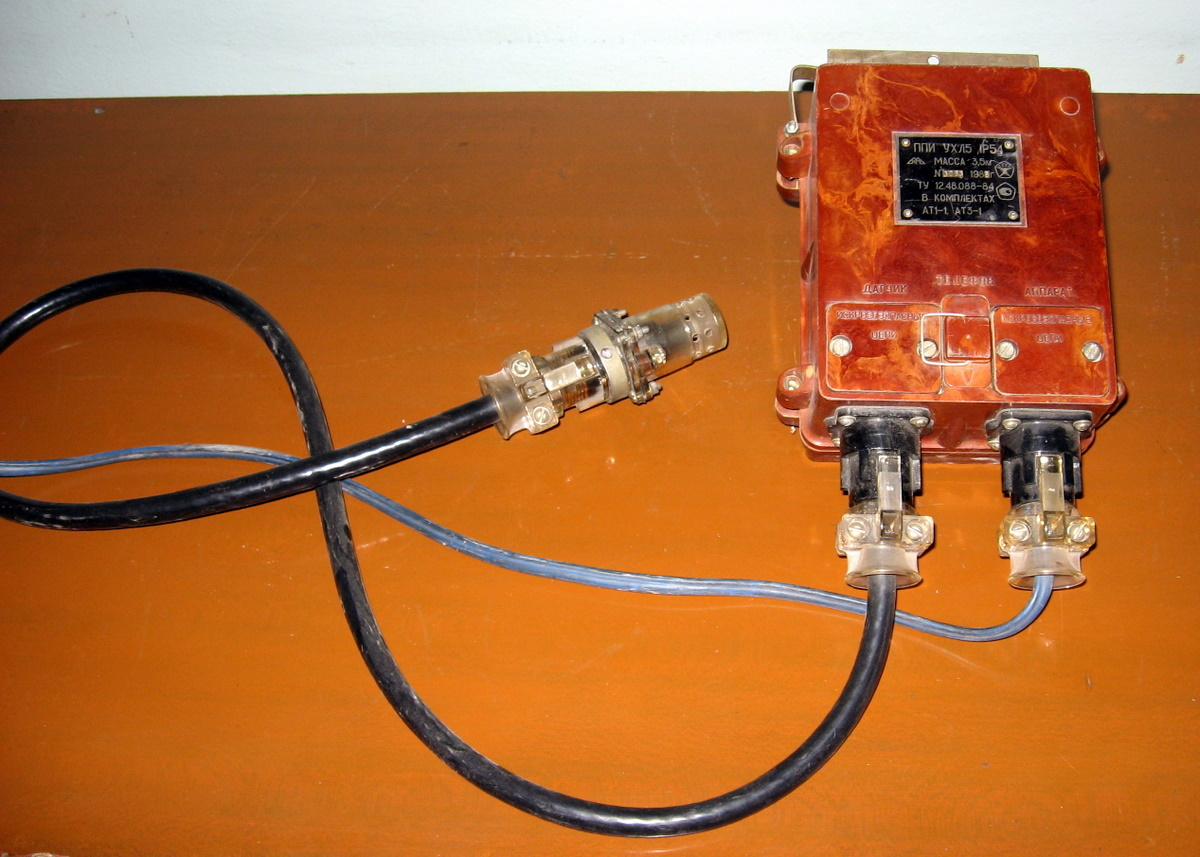
Метанометр апаратури АТ1-1, АТ3-1

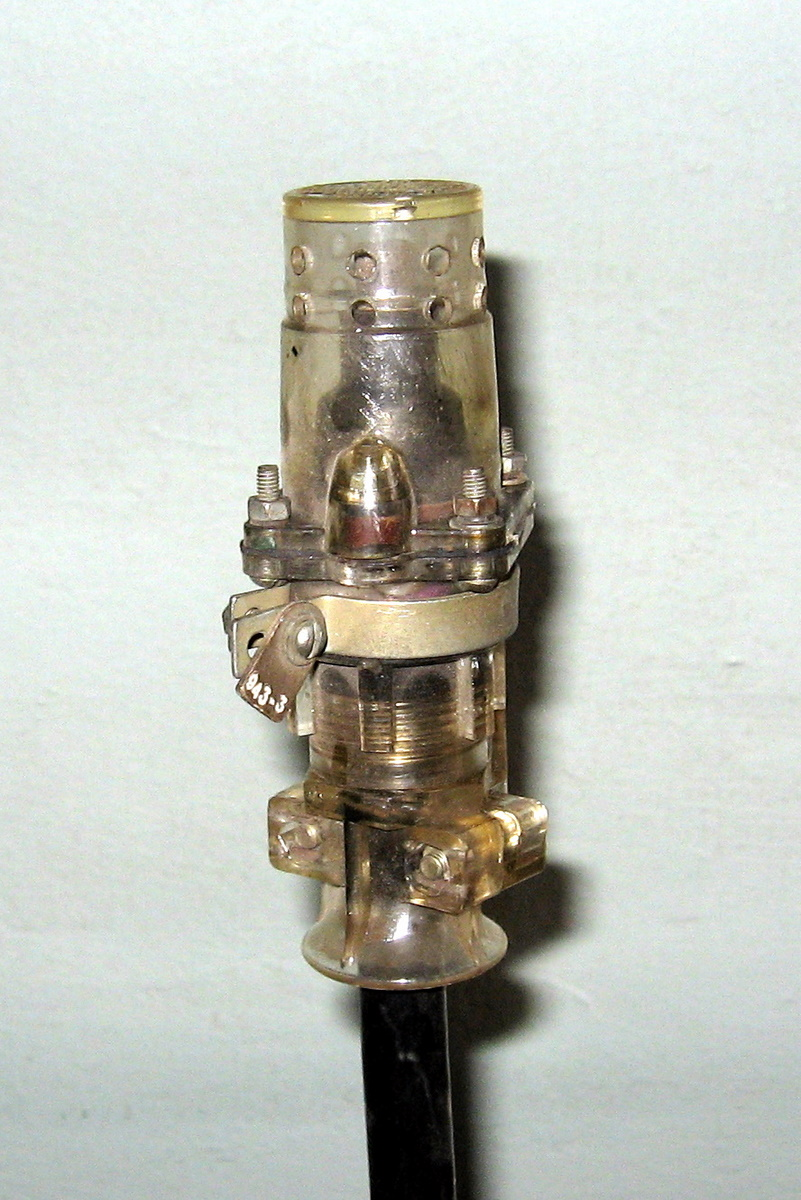
Датчик метану

Метано́метр — стаціонарний прилад, який здійснює місцеву безперервну та дистанційну сигналізацію про наявність метану в атмосфері гірничої виробки.
Основний елемент — давач, робота якого базується на термічному ефекті спалюваного метану, який всмоктується в камеру спалювання разом з шахтним повітрям.
Встановлюється у вентиляційному штреку або у виробці. Апарат сигналізації та контролю метану встановлюється в гірничій виробці, а сигнальне табло — у диспетчера.
Точність вимірювань — 0,2-0,3% метану.
У вугільних шахтах застосовуються комплекси «Метан», які складаються з апаратури АТ1-1, АТ3-1, АТВ-1 та СПИ-1. Комплекс забезпечує вимірювання концентрації метану в атмосфері гірничої виробки, диспетчерську сигналізацію при перевищенні заданої концентрації, вимкнення фідерного автомата або пускача при аварійному вмісті метану в атмосфері.

## Джерело
- Мала гірнича енциклопедія : у 3 т. / за ред. В. С. Білецького. — Д. : Донбас, 2007. — Т. 2 : Л — Р. — 670 с. — ISBN 57740-0828-2.